# Mont Merbuk
Le mont Merbuk, en indonésien Gunung Merbuk, est un volcan d'Indonésie situé dans l'ouest de l'île de Bali, culminant à 1 359 mètres d'altitude. Sa dernière éruption remonterait au Pléistocène.